# Vieux pont de Boussy-Saint-Antoine
Le vieux pont de Boussy-Saint-Antoine, appelé aussi pont de la Reine Blanche ou de la Dame Blanche, est un ouvrage du XIVe siècle qui enjambe l'Yerres. Il est constitué de quatre arches plein cintre : trois principales de plus de 4 mètres de large et une quatrième de taille plus modeste permettant l'évacuation des eaux en cas de crues. Chaque arche repose sur de larges culées flanquées de contreforts. 

## Histoire

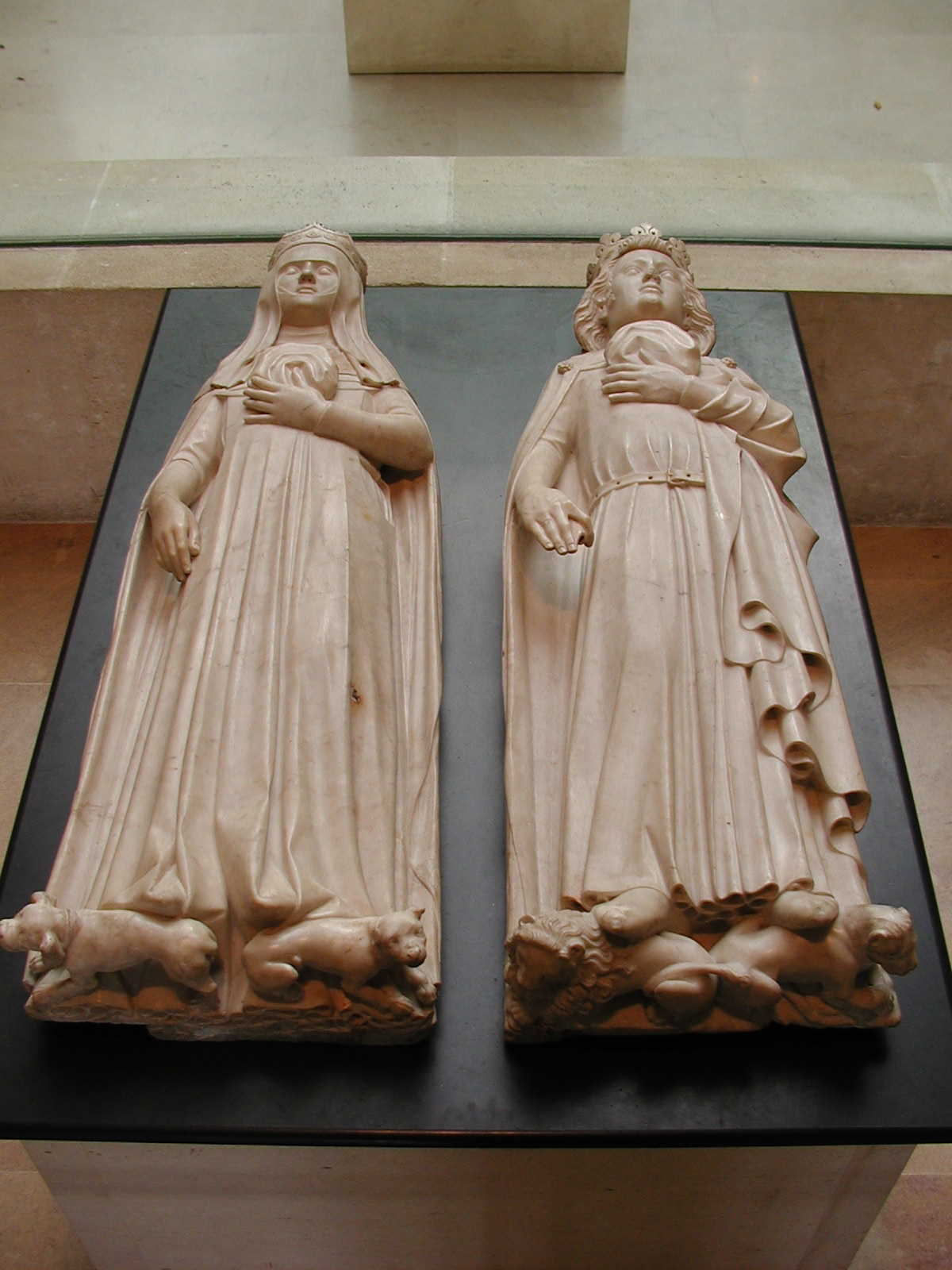
Gisants de Jeanne d'Évreux et de Charles IV le Bel

Une plaque apposée sur le parapet du pont nous informe que celui-ci est antérieur à 1446 et que selon une tradition locale, il aurait été construit entre 1350 et 1360 par Jeanne d'Évreux, veuve de Charles IV dit le Bel.
En 1911, Charles Motheau, érudit local, rapporte en effet que ce pont fut édifié vers 1355 à la demande de Jeanne d'Evreux (surnommée la Reine Blanche), Dame de Brie-Comte-Robert, à la suite d'un accident malheureux dont elle fut victime. La Reine Blanche revenant d'une visite à sa nièce Navarre à Corbeil, aurait échappé de peu à la noyade en traversant le gué de Boussy sur la route de Brie. L'Yerres, comme souvent grossie subitement par de fortes pluies, aurait failli emporter son haquenée.
Il fait l’objet d’une inscription au titre des monuments historiques depuis le 20 juillet 1972.
L'ouvrage fut entièrement restauré durant l'été 2008 pour un montant de 400 000 euros financé par le conseil général de l'Essonne.
Permettant de nos jours à la départementale 33 de franchir l'Yerres (dans les deux sens, avec la présence de feux alternés), le pont est la propriété du département de l'Essonne. 

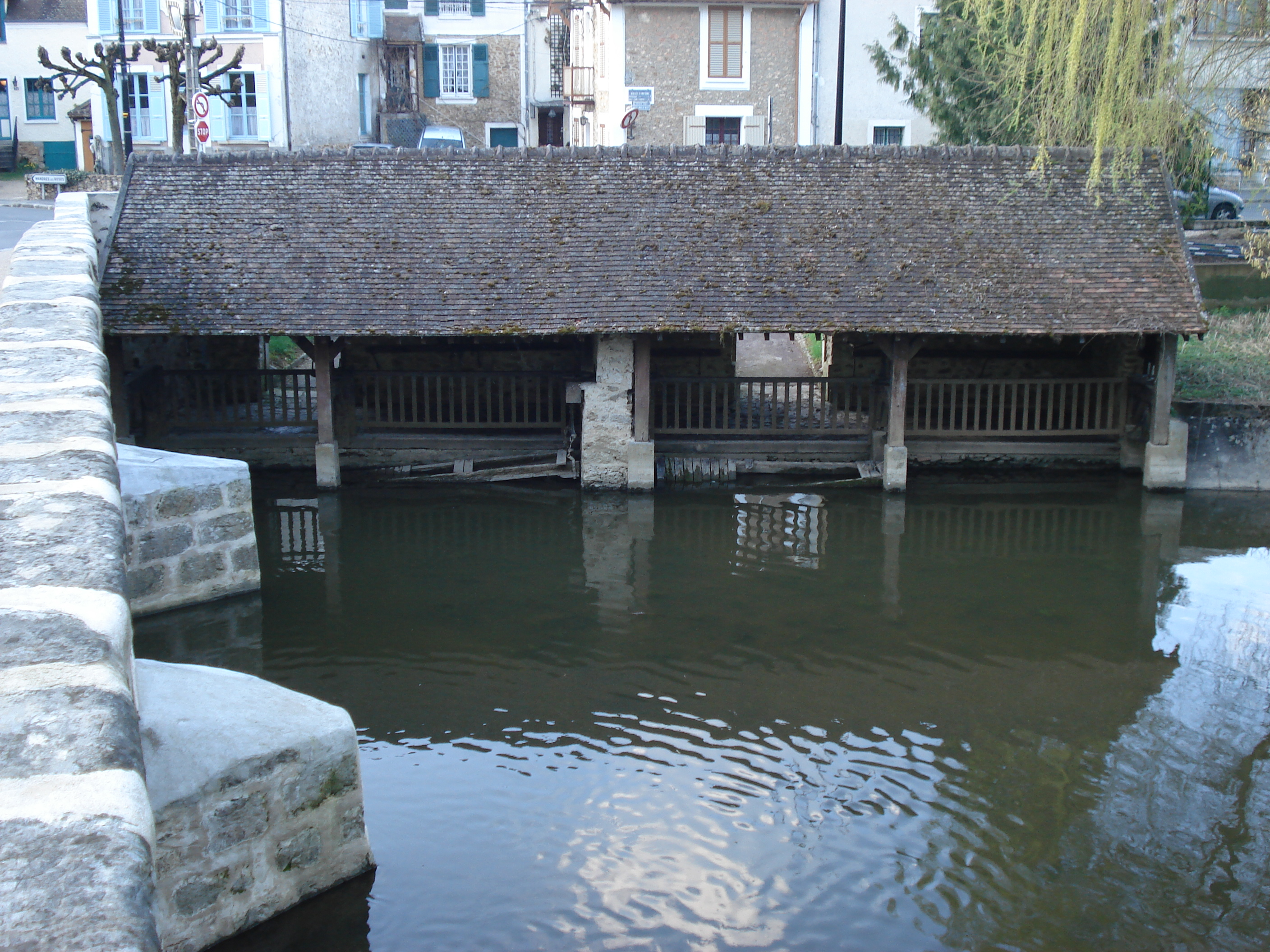
Lavoir vu depuis le vieux pont